# Годзеше-Мале
Годзеше-Мале (пол. Godziesze Małe) — село в Польщі, у гміні Годзеше-Вельке Каліського повіту Великопольського воєводства.
Населення — 791 особа (2011).
У 1975-1998 роках село належало до Каліського воєводства.

## Демографія
Демографічна структура станом на 31 березня 2011 року:
|          | Загалом | Допрацездатний вік | Працездатний вік | Постпрацездатний вік |
| -------- | ------- | ------------------ | ---------------- | -------------------- |
| Чоловіки | 406     | 88                 | 274              | 44                   |
| Жінки    | 385     | 59                 | 235              | 91                   |
| Разом    | 791     | 147                | 509              | 135                  |